# Six bagatelles
Pour les articles homonymes, voir Bagatelles pour piano de Beethoven et Six bagatelles (homonymie).
Les Six bagatelles, opus 126 pour piano sont composées par Ludwig van Beethoven en 1823-1824, à l'époque où il achève sa 9e Symphonie. Schott les publie en 1825 avec une dédicace pour son frère Nikolaus Johann van Beethoven (1776-1848).

## Historique
Tout au long de sa vie, Ludwig van Beethoven a composé des petites pièces qu'il appelait des Kleinigkeiten (« petits riens »), qu'il gardait de côté dans une chemise, en attendant de pouvoir les publier.
Les six pièces qui constituent ce recueil ont été écrites ensemble, conçues pour faire partie d'un même cycle. On en trouve des esquisses dans les pages consécutives d'un cahier de Beethoven, intitulées « Cyclus von Kleinigkeiten »,, composées entre 1823 et 1824, principalement en mai et juin 1824. Il s'agit de la dernière œuvre importante pour le piano du compositeur après les Variations Diabelli.
Il les présente à l'éditeur Schott à Mayence comme « très travaillées, voire probablement les meilleures que j'aie composées dans ce genre ».

## Structure
Les six Bagatelles possèdent des relations de tonalité entre elles : les trois tons sont séparés d'une tierce majeure.
1. sol majeur Andante con moto
2. sol mineur Allegro
3. mi bémol majeur Andante
4. si mineur Presto
5. sol majeur Quasi allegretto
6. mi bémol majeur Presto - andante amabile e con moto - Tempo

## Analyse
Pour François-René Tranchefort, « les subtilités “miniaturistes” de ces instantanés étranges, fulgurants, visionnaires, que sont les pièces de l'op. 126, la diversité, l'incroyable densité du détail en chacune d'elles, fournissent un exemple sans pareil du dernier style beethovénien, — dans lequel s'allient à la perfection rigueur de la construction et libre aisance de l'écriture en des micros-ensembles dont on pénètre difficilement la complexité ».

« Voyez le ciel innocent du début de la 1re Bagatelle. Mais il faut un rien pour qu'il se trouble. Ne craignez pourtant pas que, comme dans les œuvres anciennes, il risque jamais d'être envahi par la pathos et l'émotion indiscrète. Une suprême maîtrise de l'art distribue les nuances avec justesse et précision ; jamais Beethoven n'a su attacher tant de prix au détail […]. Que l'ordre de ces six Stimmungsbilder si variés ait été, non fortuit, mais médité, nous autorise à y chercher le déroulement d'une journée de l'âme de Beethoven, et la succession de ses associations de sentiments. Nous y lisons bien plus nettement que dans les grandes œuvres, qui obéissent à leur plan impérieux, la mobilité extrême de cet esprit, capable de goûter la paix la plus pure et ses délices, mais dont la porte est constamment ouverte aux souffles de l'inquiétude (2e Bagatelle), — le chanteur mélodieux qui, autour de son chant, se plaît à écouter bruire la forêt des harmoniques (3e Bagatelle). Il y a dans ces petits morceaux bien des annonces des derniers quatuors. Le plus frappant peut-être, le trio de la 4e Bagatelle, où sur une pédale profonde en si la mélodie précipitée volette dans les espaces nocturnes, y monte par coups d'ailes entrecoupés, et finit par s'y perdre, — ou redescend en planant et s'apaise. C'est la première des crises d'extase qui saisissent Beethoven, dans ses trios-scherzos des quatuors op. 132, op. 135, ces rondes vertigineuses des étoiles, qui contrastent et s'associent avec des mouvements sauvages et élémentaires. — Les esquisses, qui dans l'ensemble ont été assez exactement suivies, étaient plus abondantes que le texte définitif ; quand celui-ci s'en est écarté, c'est plutôt, semble-t-il, pour accentuer la brusquerie des contrastes, comme dans la 6e Bagatelle, pour laquelle Beethoven paraissait avoir conçu d'abord un prélude sous forme d'Arie, noble et compassé (p. 204 de Nottebohm), et qui nous présente maintenant la violente cassure d'un presto emporté, qui ouvre et qui ferme les portes d'un andante nostalgique et capricieux. »

— Romain Rolland.
Ce pièces, très contrastées dans le tempo et le caractère, reflètent le style du dernier Beethoven et sont empreintes d'émotions profondes. Si la plupart adoptent une forme ternaire (ABA) avec une coda, les structures formelles de ces Bagatelles sont plus souples que celles de l'op. 119. Souvent plus longues, elles sont aussi plus denses et plus riches, montrant toutes les qualités de l'écriture pour piano de Beethoven.

### 1.Andante con moto
Dans cette Bagatelle de forme AABA avec une coda, on trouve quelques indications rares chez Beethoven : cantabile e compiacevole (« chantant et plaisant ») et la seconda parte due volte (« la deuxième partie deux fois »), indiqué à la fin du morceau. Le morceau change plusieurs fois de mètre (
, 
, 
), brouillant la perception du rythme.
Écrite comme un quatuor à cordes, la Bagatelle commence par une mélodie (A) jouée la deuxième fois avec des ornements. Une figure de trois notes mesure 20 est répétée sur un rythme à deux temps, sur l'harmonie de dominante (V/V - V). Ce motif, qui tourne autour d'un la, subit une diminution rythmique (croches-triolets-doubles croches) ; une inflation des notes d'approche du la (si, si bémol, sol dièse) conduit à une brève cadence (mesure 30). La mélodie principale revient exposée à la basse puis dans le registre aigu.

### 2.Allegro
Ce morceau est construit sur une forme AABB, avec une longue coda. On y trouve des éléments caractéristiques du romantisme de Beethoven, avec dualité de caractère, de forme et de technique : l'introduction rapide et furieuse en sol mineur change subitement vers un thème cantabile en si bémol majeur. On trouve également des silences inattendus, qui se font de plus en plus courts jusqu'à un climax (un la aigu, mesure 58). L'intensité émotionnelle portée par des doubles croches diminue petit à petit, en revenant à des triolets puis à des croches.

### 3.Andante
On trouve ici une solennité évoquant les quatuors tardifs, comme l'Adagio de l'opus 127, le Cavatina de l'opus 135 ou le Lento de l'opus 135,. La Bagatelle possède une qualité très chantante, presque vocale. S'il utilise peu les différentes dynamiques, Beethoven explore tous les registres du piano.
La Bagatelle est construite sur un thème de seize mesures, suivi par une codetta rêveuse (mesures 17 à 23) sur une pédale de dominante (si bémol). Bien que la mélodie se résolve sur la tonique mesure 21, la pédale de dominante continue. Arrive une petite cadence en arpèges (mesures 24 à 27) qui débute sur la dominante et se termine par un passage récitatif. Cette cadence sert de transition à la deuxième section, qui reprend le premier thème en le variant. Le thème est décoré par des figures en triples croches, et soutenu par des accords brisés à la main gauche. Dans la coda finale, Beethoven indique une pédale sempre, c'est-à-dire que les harmonies doivent se fondre dans la résonance du piano, pendant que la basse résonne.

### 4.Presto
Cette Bagatelle est construite comme un scherzo, avec une section A, un trio, une reprise de la section A puis une coda. C'est une pièce avec deux sections de caractère très différents : la première est rapide et dramatique, le trio est calme et lyrique. On y retrouve l'humour de Beethoven dans des silences soudains et dramatiques, suivis de départs tout aussi subits, et dans la mélodie syncopée superposée à une basse immuable. De nombreuses syncopes dans les arpèges à la main droite (mesures 14-19) peuvent causer des difficultés à l'interprète.

### 5.Quasi allegretto
La mélodie de cette Bagatelle, de forme AABB, se situe dans le registre aigu du piano, ce qui contraste fortement avec la Bagatelle précédente. C'est une pièce simple, presque enfantine, qui demande beaucoup de délicatesse et de legato à l'interprète, ainsi qu'un bon contrôle des dynamiques pour jouer le crescendo sur cinq mesures suivi d'un rinforzando.

### 6.Presto -andante amabile e con moto
C'est une pièce en deux parties AA, précédées d'un prélude et d'un postlude. Les deux sections qui débutent et terminent la pièce sont jouées presto, avec vigueur et énergie. La section centrale, d'une grande beauté, est indiquée andante amabile e con moto, c'est-à-dire avec douceur mais pas trop lentement. La reprise de cette section module à la quarte, ce qui crée un changement de climat.
Dans la section centrale, on trouve de nombreux triolets de croches aux deux mains, ainsi que des polyrythmes (triolets sur duplets), ce qui peut représenter quelque difficulté.

## Repères discographiques
- Artur Schnabel,  1937  (Naxos)
- Glenn Gould, 1952 (Sony)
- Alfred Brendel, 1964 (Vox) réédition (Brilliant Classics)[N 1]
- Wilhelm Kempff, 1964 (DG)
- Stephen Kovacevich, 1974 (Philips)[N 2],[N 3]
- Glenn Gould, 1974 (Sony Classical)
- Alfred Brendel, 1983 (Philips)
- Jos van Immerseel, 1983 — sur un pianoforte Conrad Graf de 1824 (Accent)[N 4].
- Andreï Vieru, 1991 (INA Mémoire vive)[N 5],[N 6].
- Anatol Ugorski, 1992 (DG)
- Jenő Jandó, 1996 (Naxos)
- Alfred Brendel, 1996 (Philips Classics)
- Vladimir Ashkenazy, 2001 (Decca)
- Rudolf Buchbinder, 2002  (Warner classics)
- Linda Nicholson, 2007 (Accent)[N 7]
- Mitsuko Uchida, 2007 (Philips)
- Piotr Anderszewski, 2007 (Virgin Classics)
- Steven Osborne, 2011 (Hyperion Records)[N 8]